# Wappen der Niederlande

Reichswappen

Kleines Wappen

Das Wappen der Niederlande gibt es in drei Varianten: als „königliches Wappen“, als „Reichswappen“ und als „kleines Wappen“. Das königliche Wappen (niederländisch koninklijk wapen) ist das Wappen des Monarchen, derzeit Willem-Alexander. Die Regierung der Niederlande benutzt das Reichswappen (rijkswapen), also die Version ohne den Mantel und den Pavillon. Für Briefe, Münzen usw. wird das kleine Wappen (klein wapen), das heißt der Schild mit der Krone, verwandt.
Die Bestandteile des Wappens wurden von Königin Wilhelmina in einem Erlass vom 10. Juli 1907 festgeschrieben und durch Königin Juliana in einem Erlass vom 23. April 1980 bestätigt.

## Beschreibung
„In Blau, besät mit goldenen Schindeln, ein goldgekrönter, rotbewehrter und rotgezungter goldener Löwe, in der Rechten ein goldbeheftetes silbernes Schwert, in der Linken ein Bündel von sieben goldbespitzten und -befederten silbernen Pfeilen haltend.“ – Auf dem oberen Schildrand die goldene fünfbüglige, unten mit goldenem Blatt, darüber mit silbernen Perlen besetzte, an der Spitze mit blauem, golden bereiften und ebenso bekreuzten Reichsapfel abgeschlossene königliche Krone, der Kronenreif mit farbigen Steinen geschmückt, der Schild gehalten von zwei rotbewehrten und rotgezungten goldenen Löwen, auf einem blauen Band stehend mit dem französischen Motto in goldenen Buchstaben:
„Je maintiendrai.“
(Ich werde beibehalten.)
Das Große Reichswappen ist von einem rot-hermelinen königlichen Mantel umgeben, an der Spitze einen Pavillon bildend, darauf die königliche Krone. Im königlichen Erlass ist festgehalten, dass ein männlicher Thronfolger die Krone auf dem Schild durch einen Helm Nassaus ersetzen kann.

## Geschichte
Das Wappen wurde durch Erlass des Königs Wilhelm I. vom 24. August 1815 anlässlich der Gründung des Königreiches der Niederlande eingeführt. Es geht auf das Wappen des Hauses Nassau zurück. Die sieben Pfeile im Schild stehen für die sieben Provinzen der Utrechter Union.

Wappen der Spanischen Niederlande (1522–1714)
Wappen der Republik der Sieben Vereinigten Provinzen (1581–1665)
Wappen der Republik der Sieben Vereinigten Provinzen (1665–1795)
Wappen der Batavischen Republik (1795–1806)
Wappen des Königreiches Holland (1806–1810)
Wappen des Königreiches der Vereinigten Niederlande (1815–1830/39)